# Чинари (объединение)
«Чинари» — домашнее содружество молодых поэтов и философов в Ленинграде. В него входили: А. Введенский, Я. Друскин, Леонид Липавский, Т. Липавская, Д. Хармс. Существование его прослеживается с момента знакомства остальных участников объединения с Д. Хармсом в 1925 году и до отъезда А. Введенского в Харьков в 1936 году. Я. Друскин, однако, делает оговорку, что «наше содружество было неофициальным, <…> „чинарями“ мы называли себя редко, да и то только два-три года (1925—1927), когда так подписывали свои произведения Введенский и Хармс» («чинарь авторитет бессмыслицы» и «чинарь-взиральник», соответственно). Встречи «чинарей» проходили в основном в квартире супругов Липавских или же у Я. Друскина.
Объединение это носило определённый философско-эзотерический характер, так как все его участники активно интересовались вопросами богословия, проблемами бытия, познания и т. п. Нельзя, впрочем, утверждать, что общение между друзьями сводилось исключительно к разговорам на отвлечённые темы — часто обсуждались произведения друг друга, особенно после создания в 1927 году литературной группы ОБЭРИУ, ядром которой были «чинари» А. Введенский и Д. Хармс. Кроме того, обсуждались и бытовые вопросы, исторические события и многое другое; единственное, о чём друзья не говорили, — это политика.
Уникальным документом, передающим атмосферу общения между чинарями, стали «Разговоры» Леонида Липавского — запись бесед в кругу «чинарей» в 1933—1934 годах, несколько раз издававшиеся. Кроме него, сохранились трактаты «чинарей»: «Теория слов», «Время», «Головокружение», «Исследование ужаса», «Объяснение времени» и др. Л. Липавского, «Вестники и их разговоры», «Видение невидения», «Это и то» и др. Я. Друскина, «О времени, о пространстве, о существовании» и др. работы Д. Хармса — также неоднократно печатавшиеся. Большинство материалов, относящихся к истории «чинарей», собрано в двухтомном издании «„…Сборище друзей, оставленных судьбою“. „Чинари“ в текстах, документах и исследованиях» (2000 год).